# Junkers Jumo 211
Junkers Jumo 211 var en tysk inverterad V12 flygmotor tillverkad av Junkers Flugzeug- und Motorenwerke AG under andra världskriget. Den kom att bli Junkers huvudsakliga produkt under kriget, totalt tillverkades 68 248 motorer. Den följdes av Junkers Jumo 213.

## Varianter
- Jumo 211 A
- Jumo 211 Ba
- Jumo 211 Da
- Jumo 211 H, G
- Jumo 211 F (L, M, R)
- Jumo 211 J
- Jumo 211 N
- Jumo 211 P
- Jumo 211 Q

## Användning
- Avia S-199
- Focke-Wulf Ta 154
- Heinkel He 111
- IAR 79
- Junkers Ju 87 Stuka
- Junkers Ju 88
- Savoia-Marchetti SM.79